# Ultima Thulée
Ultima Thulée debitantski je studijski album francuskog black metal-sastava Blut Aus Nord. Album je 15. siječnja 1995. godine objavila diskografska kuća Impure Creations Records. Frontmen grupe, Vindsval, prethodno je objavio dva demouratka dok je skupina još nosila ime Vlad, no ovaj je album postao prvo glazbeno izdanje objavljeno pod imenom Blut Aus Nord te prvi album sastava na kojem je sudjelovao bubnjar i klavijaturist W. D. Feld.

## Popis pjesama
Tekstovi i glazba: Vindsval. 
| 1.    | »The Son of Hoarfrost«         | 6:02 |
| 2.    | »The Plain of Ida«             | 8:54 |
| 3.    | »From Hlidskjalf«              | 7:44 |
| 4.    | »My Prayer Beyond Ginnungagap« | 5:12 |
| 5.    | »Till' I Perceive Bifrost«     | 7:07 |
| 6.    | »On the Way to Vigrid«         | 5:57 |
| 7.    | »Rigsthula«                    | 3:59 |
| 8.    | »The Last Journey of Ringhorn« | 7:36 |
| 52:31 |                                |      |

## Zasluge
Blut Aus Nord
- Vindsval – vokali, gitara, snimanje, miksanje, produkcija
- W. D. Feld – bubnjevi, klavijature

Dodatni glazbenici
- Ogat – bas-gitara

Ostalo osoblje
- Max Gherrack – naslovnica
- Christophe Szpajdel – logotip